# Vivonne
Vivonne è un comune francese di 3 250 abitanti situato nel dipartimento della Vienne nella regione della Nuova Aquitania.
Sul suo territorio la Vonne confluisce nel Clain.

## Società

### Evoluzione demografica
Abitanti censiti